# Técnica Levallois

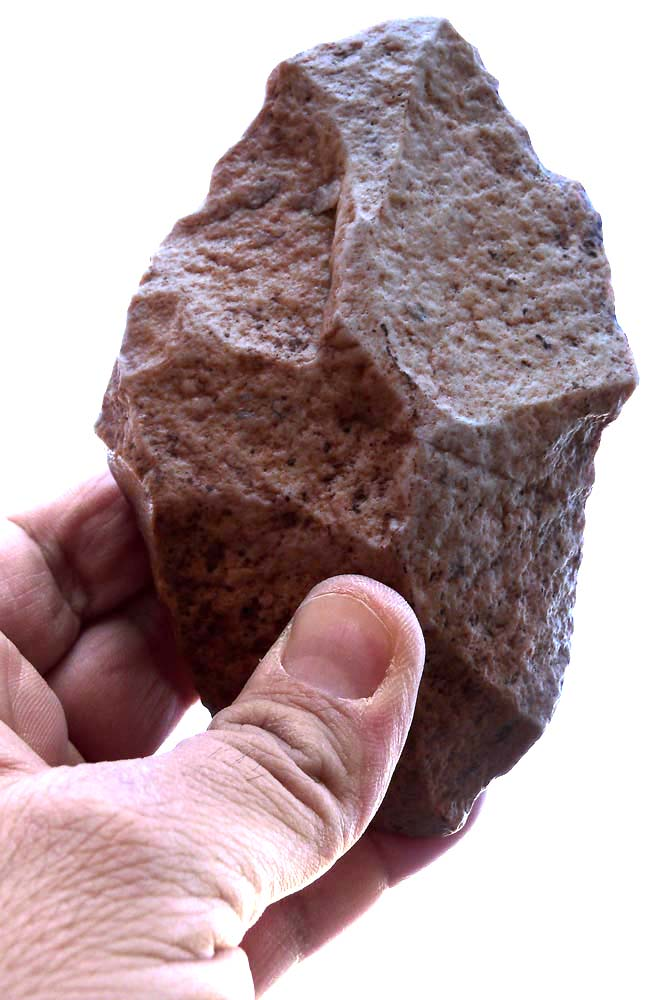
Grande lasca Levallois acheulense.

A técnica Levallois é um tipo distintivo de talhamento da pedra, desenvolvido pelos precursores dos humanos modernos durante o período Paleolítico (período da tecnologia da pré-história humana ou tecnologia lítica, no período de c.3,3 milhões à c.10 mil anos atrás).
Formalmente, a técnica Levallois pode ser definida como um procedimento complexo de lascado que, por meio de uma preparação especial da face superior do núcleo (e, opcionalmente, da sua periferia e a sua plataforma de percussão) consegue predeterminar, total ou parcialmente, a forma e o tamanho da lasca antes de ser extraída. Assim, o talhe lítico segue uns passos concretos que ocasionam uns resultados muito específicos.

## História
Este procedimento lítico recebe o seu nome devido a que os primeiros achados decorreram no século XIX na comuna francesa de Levallois-Perret, situada no departamento de Altos do Sena. O conceito Levallois variou muito de então até a atualidade: inicialmente não se distinguia a extração predeterminada da discoide (ambas eram denominadas genericamente como "núcleos musterienses"). Foi o  arqueólogo e etnólogo francês Henri Breuil o primeiro a usar o termo Levalloisien, embora enfatizando os aspectos morfológicos das lascas e dos núcleos, do ponto de vista formal (silhueta, talão formatado...). Apesar dos estudos de V. Commont, estes foram interpretados de modo enviesado, levando a discriminar diversas culturas de caráter Levallois ou, mais propriamente "mustero-Levalloisenses" no Paleolítico Médio da bacia Mediterrânea e do Próximo Oriente, baseadas no caráter formatado do talão e, não na essência mesma da ideia Levallois.
A forma predeterminada dunha lasca [é o] único critério válido da técnica Levallois— F. Bordes, 1953, página 226

### Extensão do conceito
Cronologicamente, é uma das inovações técnicas do Acheulense pleno, embora se desenvolverá, sobretudo, no Musteriense (entre os estádios isotópicos 10 e 8), implicando um importante avanço tecnológico na indústria lítica. Geograficamente, é desenvolvido na África, onde existem variantes muito específicas, também na Europa e ao sul da Ásia. De fato, o método Levallois não chega a desaparecer totalmente no Paleolítico Superior, reaparecendo no Neolítico e na Pré-História Recente Australiana. Também há notícias de o método Levallois ter sido reinventado na América, o que justifica a seguinte cita:
É interessante notar que esta técnica foi desenvolvida independentemente, e de diversos modos, em diversos pontos do Globo— François Bordes, 1971, página 19

## Variantes
No conceito Levallois, os especialistas distinguem diversos modelos em função do produto a obter e da estratégia seguida. Assim, por um lado distinguem-se os núcleos Levallois para lascas dos destinados a obter lâminas ou os que produzem pontas. Por outro lado, diferencia-se entre os núcleos de extrações reiterativas, ou seja, que permitem obter vários produtos de lascado com uma só preparação, dos de extrações preferenciais, ou seja, aqueles nos quais se obtém uma única peça, sendo necessária uma nova preparação todas as vezes que se deseje obter outra peça. Finalmente, também se distinguem os núcleos nos quais a exploração é centrípeta dos quais a têm paralela ou polarizada.

| ESTRATEGIAS         | Extração preferencial           | Extração reiterativa            |
| ------------------- | ------------------------------- | ------------------------------- |
| Extração centrípeta | Extração Levallois preferencial | Extração reiterativa centrípeta |
| Extração paralela   | Extração de pontas Levallois    | Extração de lâminas Levallois   |

Contudo, persistem, entre os especialistas, diferenças na forma de ver o conceito  Levallois, tanto sobre as variantes que podem ser incluídas dentro do método base, quanto nos atributos que devem ter os produtos assim  obtidos. De fato, as experiências de talhe e as análises de peças arqueológicas estão demonstrando que produtos praticamente equivalentes podem ser obtidos com estratégias de talhe muito diferentes.

### Processo Levallois
A obtenção da lasca Levallois, em senso estrito, pode ser obtida por dois métodos diferentes: aquela que consiste em preparar o núcleo para obter uma grande lasca predeterminada, aproveitando ao máximo a superfície de exploração do mesmo e conseguindo um controle mais estrito de produto, usando uma energia maior, e; a obtenção de uma série aproximadamente numerosa de lascas predeterminadas com uma só preparação, usando pouca energia mas perdendo certo controle sobre o produto e obtendo peças menores em relação ao núcleo-suporte

#### O método clássico: a extração preferencial

Reconstrução hipotética da extração de uma lasca Levallois preferencial.

O núcleo Levallois para uma lasca preferencial é o protótipo clássico. O procedimento que se segue começa, neste caso, pela escolha de um seixo-suporte: um seixo arredondado ligeiramente alongado e aplanado no qual é  talhado perifericamente, com percutor duro, um plano de percussão, que servirá para pelar a face principal do núcleo por meio de levantamentos centrípetos. Se for necessário, e preparada, além disso, uma plataforma de percussão situada, geralmente num dos extremos estreitos do suporte, para poder dar o golpe no mesmo sentido que o eixo de alargamento do mesmo. Desde este plano de percussão, é extraído com um único golpe que, forçosamente, tem de ser certeiro e dirigido para o centro do núcleo, uma grande lasca Levallois cuja forma foi preconcebida com antecedência, graças à forma aproximadamente abaulada e regular da face principal do núcleo. Esta lasca será, normalmente, mais longa que larga, e com vários negativos centrípetos na sua faze superior (pelo menos quatro) que são as cicatrizes próprias da preparação do núcleo. Alguns núcleos Levallois têm a particularidade de, às vezes, receberem o golpe no lateral, e não no extremo, pelo qual as lascas podem ser mais largas que longas.
Uma vez explorados e abandonados, estes núcleos têm uma forma muito característica na que se destaca a preparação bifacial periférica de seção plano-convexa e um grande negativo de lascado que ocupa praticamente toda a cara principal do núcleo; em certas ocasiões são designados como "núcleos em carapaça de tartaruga". Na Europa e, mais concretamente, na Espanha, os núcleos Levallois aparecem no Acheulense, mas, a maioria das vezes, têm o golpe no lateral e não longitudinal; do mesmo modo, as lascas Levallois do Paleolítico Inferior são mais largas que longas. Por outro lado, o Levallois do Paleolítico Médio é o típico com a extração alongada e melhor controlada.
|  |  |

Por outro lado, C. van Riet Lowe tentou estabelecer em 1945 um esquema evolutivo que explicasse a aparição e desenvolvimento do método Levallois preferencial na África, identificando várias fases iniciais "pré-Levallois" em Stellenbosch (África do Sul), outra fase "proto-Levallois" denominada mais especificamente dependendo das suas características e regiões, como Victoria-West em Uganda e tipo Kerzaz em Argélia, até chegar ao Levallois   propriamente dito, que liga já com as evidências conhecidas na Europa durante o Acheulense pleno.

#### Um método alternativo: a extração reiterativa centrípeta
No fim da década de 1980, o investigador francês Éric Boëda  estudou uma série de peças mustierenses procedentes da jazida de Biache-Saint-Vaast (Pas-de-Calais) descobrindo que durante o Paleolítico Inferior e Médio vinha existindo uma variante Levallois que passara despercebida ou que fora identificada com uma técnica de lascado habitual nesses períodos pré-históricos, a extração centrípeta discoide (que não depara lascas predeterminadas). Pouco depois realizou uma profunda revisão do método Levallois através do estudo destes e outros objetos arqueológicos e de experiências de talhe. Boëda dedicou grande parte dos seus trabalhos a estabelecer as diferenças entre núcleos Levallois reiterativos centrípetos e os núcleos discoides de extração centrípeta. Igualmente visou a estabelecer a relação entre o método Levallois clássico, para uma lasca preferencial, e este procedimento repetitivo.
|  |  |

Tanto o núcleo Levallois reiterativo quanto o Discoide compartilham uma estratégia de exploração centrípeta muito rentável; mas, enquanto o Levallois tem uma superfície principal de exploração com uma comba muito escassa, quase plana, o núcleo discoide tem-nas muito curvadas, praticamente (bi)piramidais ou, quando menos, claramente (bi)convexas. Isto é devido a que a concepção volumétrica do método Levallois é peculiar: os núcleos Levallois centrípetos reiterativos têm um plano de percussão circundante, preparado para obter uma boa quantidade de lascas predeterminadas, batendo perifericamente; além disso, a face de exploração é bastante plana, com uma preparação muito similar à de um núcleo Levallois clássico, o que permite aproveitar ao máximo a sua superfície e obter lascas relativamente grandes e invasoras, reiteradamente. Ou seja, enquanto num núcleo não Levallois centrípeto bifacial ambas as faces são equivalentes, pois ambas se exploram para extrair lascas (daí, a sua morfologia biconvexa, visto de perfil); um núcleo Levallois reiterativo, por outro lado, é plano-convexo porque cada face tem uma função diferente: uma age de plataforma de percussão periférica enquanto a outra de zona de exploração centrípeta.
|  |  |

Por outro lado, tanto os núcleos Levallois para obter uma única lasca preferencial, quanto os núcleos Levallois reiterativos centrípetos têm uma fase de preparação quase idêntica. Porém, nos primeiros a preparação conduz apenas a uma lasca de morfologia equilibrada, perfeitamente predeterminada na qual toda a superfície  de exploração é aproveitada (gasta-se muita energia para uma única extração, mas o controle é muito alto, se não há erros ou acidentes). Por outro lado, nos segundos, a rendabilidade energética é maior, pois obtém-se uma série considerável de lascas predeterminadas, de tamanho e forma padronizados (embora com menos controle sobre cada peça). As lascas também são invasoras, embora tenham a particularidade de o seu negativo servir para preparar a extração da lasca seguinte, por isso o método reiterativo proporciona peças cuja face superior tem vários negativos de lascado, um dos quais pode ser maior que os demais, ao ser o resultado de alguma outra lasca obtida anteriormente. Por oposição, as lascas obtidas pelo método clássico (preferencial), têm uma série de negativos centrípetos, todos de tamanho muito similar, na sua face superior.

### A obtenção de pontas e lâminas Levallois
À parte das lascas em senso estrito, o método Levallois também é empregue para obter produtos de lascado mais especializados, especialmente pontas e lâminas líticas, que, em ambos os casos, requerem uma preparação diferente da descrita anteriormente.

#### A obtenção de pontas Levallois: um método paralelo e preferencial

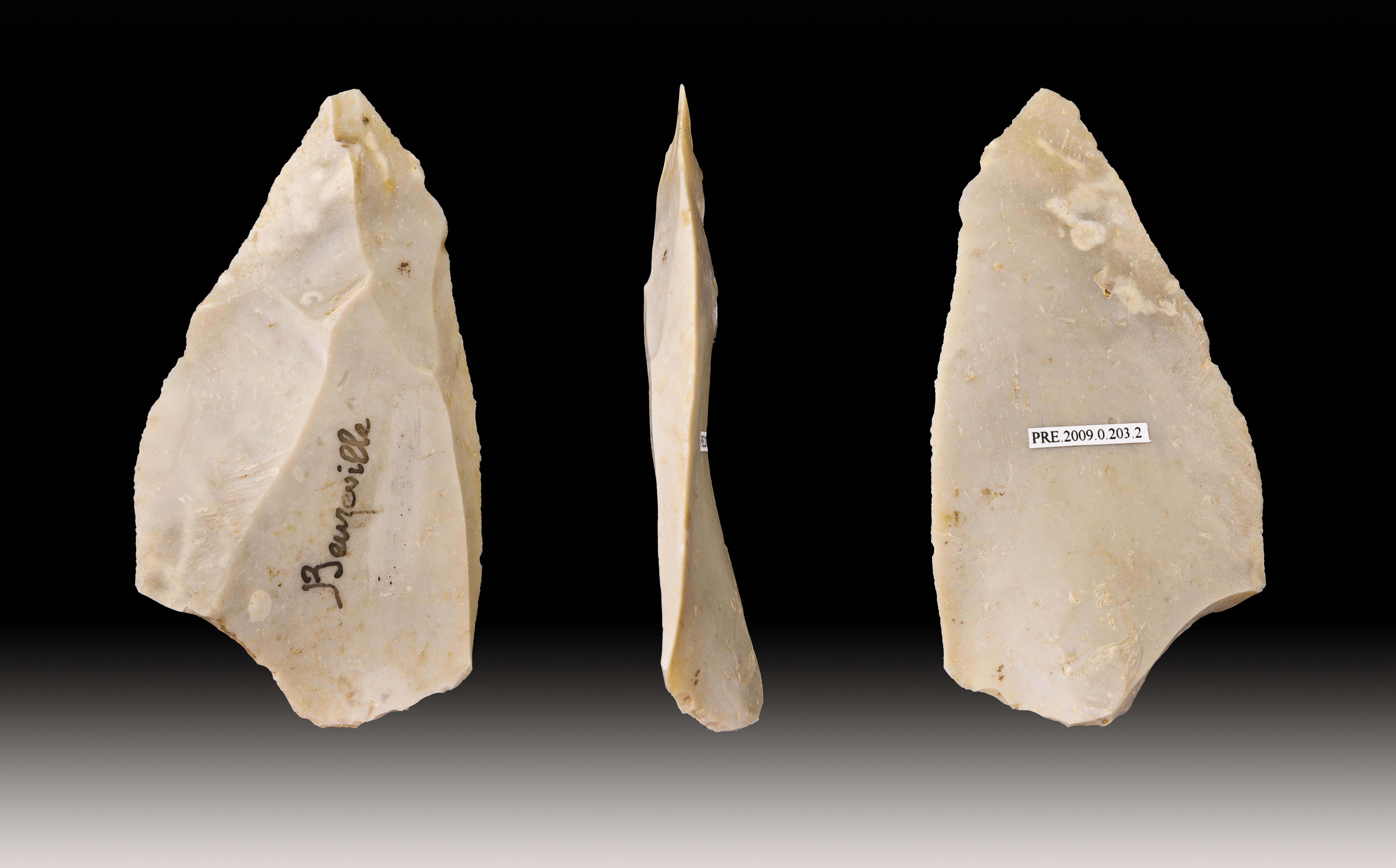
Ponta Levallois - Beuzeville

Os núcleos Levallois para pontas preparam-se de diversos modos, todos muito específicos, que buscam criar um nervo longitudinal  na cara de exploração do núcleo (o chamado nervo Levallois  ); existem diversos meios para obter esse nervo, tal e qual se pôde demonstrar nos experimentos de talhe e nas remontagens de peças procedentes de sítio arqueológicos. Este nérvio é o bastante proeminente como para dirigir a fratura da lasca, ao bater numa plataforma especificamente preparada. As peças assim obtidas têm uma morfologia triangular simétrica, com uma zona proximal larga (na qual se conserva um talão diedro ou formatado) e uma zona terminal muito pontiaguda dividida em dois pelo mencionado nervo a modo de bissetriz, além de ser, vistas de perfil, muito finas e equilibradas. Quando a ponta extraída não atinge os limites da face de exploração do núcleo, é possível aproveitar a mesma preparação para obter uma segunda ponta Levallois que levará na sua faze superior o negativo da peça extraída previamente. Embora isto ocorre raras vezes, o procedimento pôde ser reproduzido experimentalmente por François Bordes, quem fala, por isso,  de  pontas Levallois de primeira e de segunda ordem. Contudo, antes de usar as expressões propostas por Bordes é preciso examinar os estigmas da peça (seja a ponta ou o núcleo) ou realizar, se é possível, remontagens, e determinar se se extraem duas ou uma única ponta com a mesma preparação.

Extração de uma ponta Levallois, uma das possibilidades.

#### A obtenção de lâminas Levallois: um método paralelo e reiterativo
Já desde o Paleolítico Médio o ser humano é capaz de obter lascas bem alongadas como para ser qualificadas de lâminas obtidas conscientemente, ou seja, não fortuitamente mas predeterminando-as no núcleo por meio de uma das variantes do método Levallois. Os núcleos Levallois para lâminas combinam a escolha de um seixo-suporte morfologicamente adequado, isto é, mais alongado, com uma preparação Levallois particular que forma uma para abaulada tendente a cilíndrica. Golpeando dum ou de ambos os extremos do suporte (polos), com percussões paralelas (polarizadas), as lascas obtidas são alongadas (lâminas). Dado que os negativos das lâminas já extraídas, ao serem longitudinais e quase paralelos, servem para preparar a extração da lâminas seguintes (dirigindo as ondas de fratura), não é preciso reacomodar a superfície do núcleo para continuar explorando-o; por isso diz-se que este é um método de extração reiterativo. Ambas as expressões são válidas, mas "reiterativo" é mais preciso.</ref>).

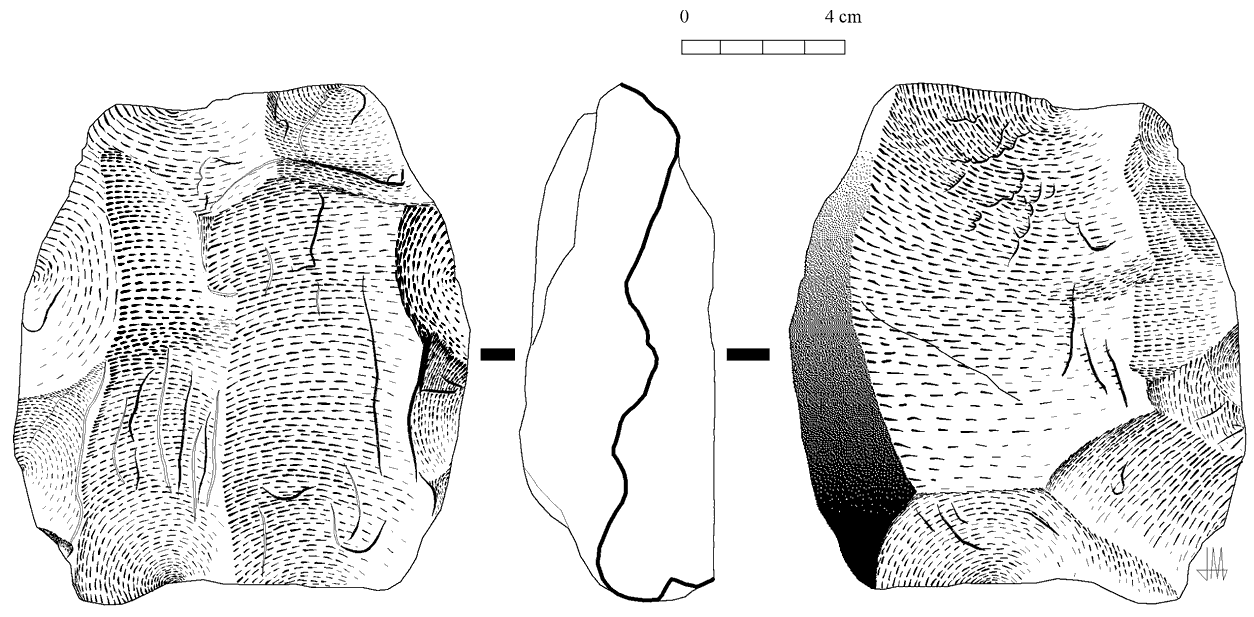
Núcleo Levallois para lâminas do período Acheulense.

De fato, o método Levallois para lâminas, mais evoluído, é o que cristalizará, no Paleolítico Superior, nos diferentes métodos de extração laminar.